# سوق الموردة (أم درمان)
سوق الموردة 
اقدم هذه الأسواق في أم درمان، عقود مرت على سوق الموردة الذي يرجع تاريخه إلى ما قبل الحكم الثنائي الإنجليزي المصري

## الموقع
سوق الموردة هو سوق سوداني يقع في ولاية الخرطوم مدينة أم درمان وهو سوق عريق وقديم في أم درمان بل من اقدم واعرق الأسواق في السودان  يقع في حي الموردة مطلا على شارع الموردة

## أهميته
وكان وما زال يخدم أحياء أم درمان القديمة الموردة والعباسية وحى الضباط وذلك لقربه من هذة الاحياء من السوق الكبير ويمكن الوصول اليه مشيا" على الأقدام، بينما لا يمكن الوصول إلى السوق الكبير دون ركوب الترام (الترماى أوالطرماج كما درج على تسميته الجمهور)، وسبب آخر وهو ان متطلباتهم اليومية لا تتعدى اللحم والخضر وبعض السلع البسيطة والرخيصة في آن واحد.

## داخل سوق الموردة

### وسط السوق
- سوق الخضروات:- يتوسط السوق ويعتبر الجزء الرئيسى من السوق يحتوى على سوق الخضروآت وهو بناء مستطيل مسقوف يمتد من الشمال إلى الجنوب ومفتوح من الجانبين وكل بائع يشغل قسما«مربعا» وليس هناك حاجز أو حائط بين الدكاكين، وكانت الخضروات ترد طازجة من مزارع توتى المقابلة لسوق الموردة بالشاطئ الشرقى من النيل وتشمل الخضروات الملوخية والبامية والقرع والبامبى والباذنجان والبطاطس والرجلة والطماطم والجرجير والفجل والليمون ولا يوجد بينها شيء من الخضروات الأفرنجية التي لم يعتاد الناس على أكلها مثل الخس والبنجر والجزر، وكان أشهر بائعي الخضر (الخدرجية) هو العم حسين والذي خلفه ابنه صديق بعد وفاته وكان أكبر محل لبيع الخضار هو دكانه، وكان سمحا«في بيعه، وكانت هناك امرأة بآئعة خضار واحدة تدعى الصبر والتي منحها مفتش المركز الانجليزى مستر ريد منزلا» في قطعة ارض جزآءا لها على انقاذه، ولقد ذكرها الكاتب الأمدرمانى الكبير شوقى بدرى، والصبر هذه كانت سمحة وسخية في بيعها وتعطى فوق ما يستحق الشارى، فلم يكن هناك ميزان لبيع الخضروات بالوزن.
- محلات الجزارة:- وبعد الساحة التي تتوسط السوق وفي قبالة دكاكين الخضار كانت توجد محلات الجزارة وهى مفتوحة على بعضها على نسق دكاكين بائعي الخضار (الخدرجية)، وهذه تبيع لحوم الضأن والبقر، فترى الخراف المذبوحة معلقة بالسنج من السقف، وكان أشهر جزار ضأن هو العم دفع الله وكان يذبح أفضل الخرفان، وكان اللحم يباع بالأقة وهى تساوى أكثر من اثنين كيلو، وتبآع (وقة) اللحم الضانى بعشرة قروش ووقة لحم البقر بثمانية قروش، ويمكنك شرآء نصف أو ربع وقة، (الجنيه يساوى مآئة قرش)، ويوجد باعة لبيع احشاء الخراف كالكبدة والكلاوى والكرشة والامعاء (المصارين لعمل الكمونية والمرآرة). وكان أشهر بايع لها عبد الله الحاج لاعب فريق الموردة لكرة القدم، وهناك تحت شجرة في السوق تجلس امرأة عجوز وزوجها الضرير يبيعان (الطآيوق) والذي يستعمل لمسح (الدوكة) لعمل (الكسرة)، وخلف محلات الجزارين تجد محلات تجار البهارات (التشاشة) ويبيعون القرض واللالوب والنبق والتمر والدوم والويكة.
- بائعي السمك:-

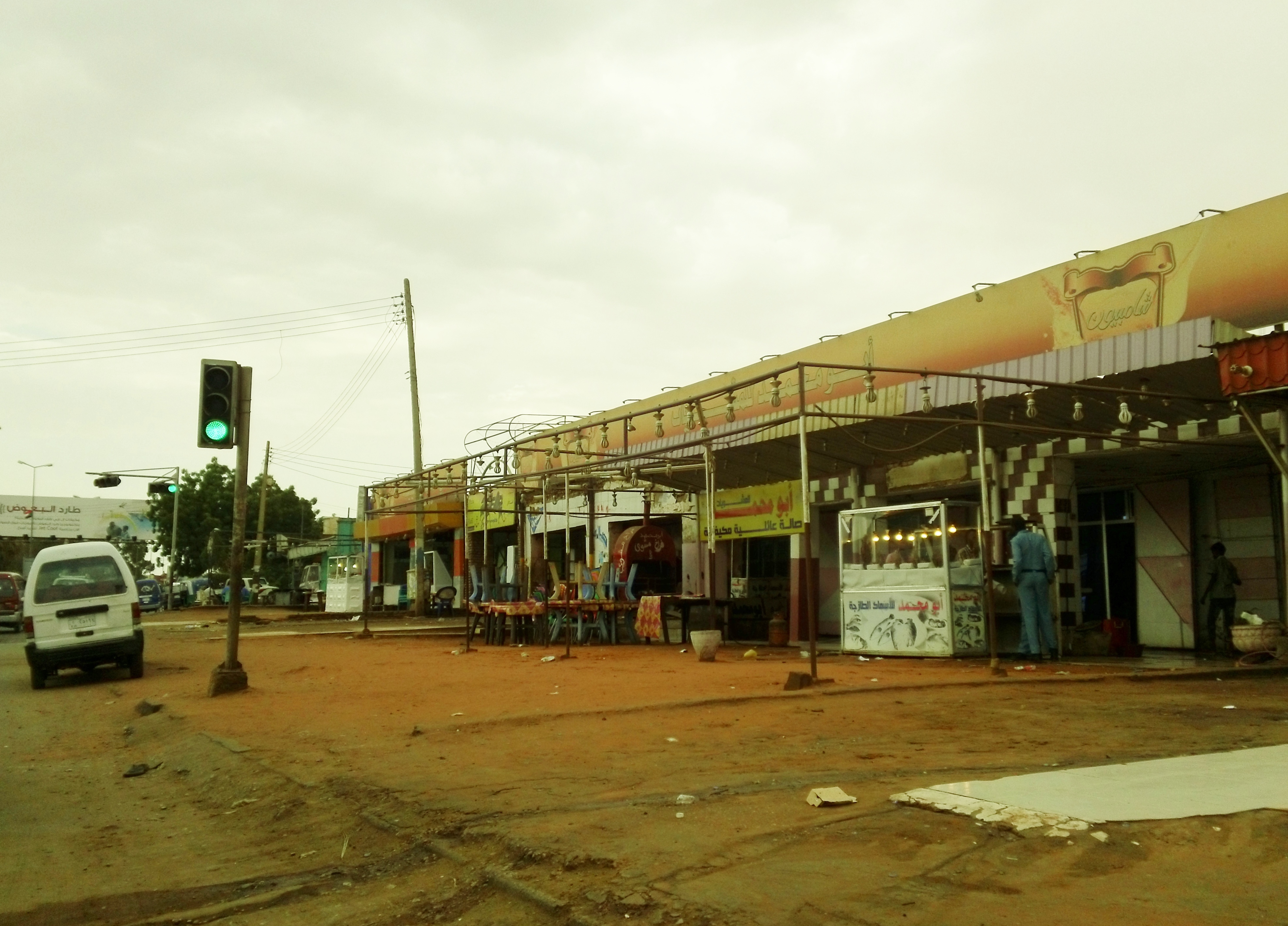
الشوايات المطلة على شارع الموردة

ويجاور هؤلآء دكان أشهر بائع سمك مقلى في الموردة وامدرمان وهو السُكّى، ويقع بجانبه قهوة بلدية يؤمها البنآيين ومبيضى الجدران، ودكان حلاق شاب كان محله استراحة لبعض اصدقآئه من اصحاب الحرف، ويلى ذلك من جهة الغرب دكان صغير لصانع أحذية نسآئية ولصق دكانه محل شهيريبيع شراب الليمون وما زآل موجودا«وكان قبل ذلك محل مكوجى، ويلى الدكان مسجد صغير، وكان أيضا» في غرب السوق على الشارع العام دكان عطا كوكو الحلاق وهو وزميله محمود عبد الكريم ثنآئى الحقيبة الشهير باولاد الموردة، ويلى ذلك دكان أكبر تاجر في السوق وهو محمد بنده.
- المقاهي وكذلك يوجد عدد من المقاهي في مختلف انحاء السوق منها قهوة محمد خير التوم محمد خير التي كان يجتمع فيها سكان الموردة ويتداولون فيه حال فريقهم.

### شمال السوق
أما في الجانب الشمالى من السوق فيما يلى الخور فيوجد دكان فضل الله سعيد.
- مخابز الخبز (الرغيف):- وهناك أيضا مخبز (فرن) الشايقى ومحل حبيب جقود النجار وبجواره مطعم بلدى وهناك فرن آخر في غرب السوق للضو حجوج ومخبز (فرن) كبير آخر في وسط السوق ويجاور الفرن دكان الصياد لبيع مواد البناء والأدوات الكهربائية على الشارع العام مواجها" لدكان تاجر الجملة الكحلآوى، ويفصل شارع ضيق بين الفرن ودكانيى محمد إبراهيم وأبو حوه لبيع الاقمشة النسائية والرجالية.

### جنوب السوق
وفى الجانب الجنوبى من السوق يوجد بعض الدكاكين لبيع الزيت والسمن والدقيق والسكر واشهرها دكان ود اللمين، ويوجد في هذا الجانب أيضا«محلات الخياطين واشهرهم الباهى، وكان هناك خياط قدير متخصص في الجلاليب البلدية وهو قصير القامة جدا» وعندما يأتيه زبون طويل القامة يطلب منه ان يرقد على برش في وسط الدكان لياخذ مقاساته.

### شرق السوق
- معاصر الزيوت التقلدية

```

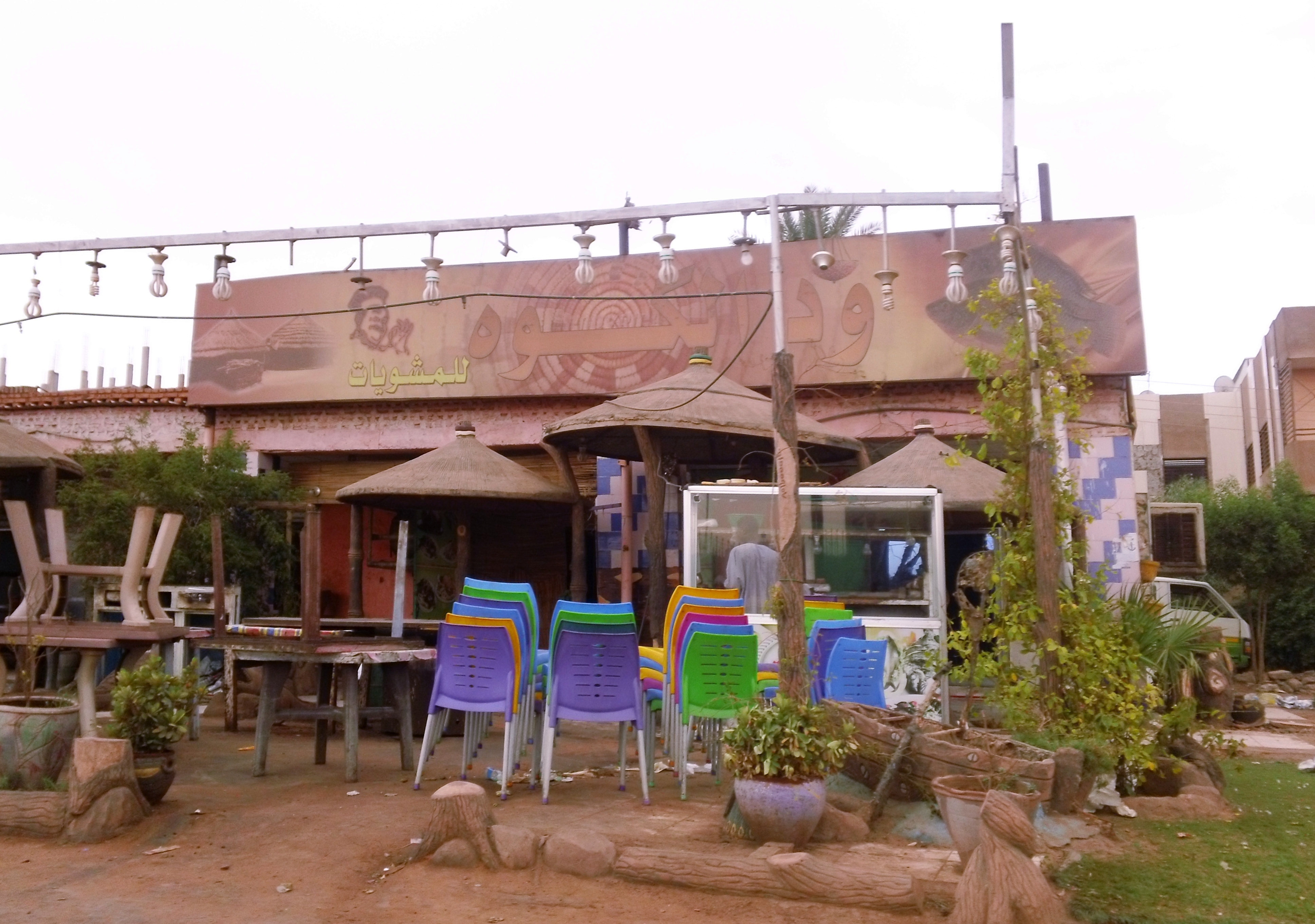
شرق سوق الموردة

في الماضي كانت هنالك معاصر 
زيوت
 بلدية تديرها الإبل أو الجمال منها عصارة التوم محمد خير وعصارة ام الريش.
```

وكان في واجهة السوق الشرقية بجانب شارع الاسفلت بعض دكاكين الترزية منهم دفع الله الفيل، وهناك حلاق مشهور هوالعم عبد اللطيف ودكان الحاج مقبل لايجار الدراجات، ومحل توتو ترزى الخياط.الافرنجى. واما في الجهة الشرقية مما يلى شارع الاسفلت الرئيسى كان يوجد محلات الاحذية (الجزمجية) ودكان السمكرى سطيح، ووراء هذه الدكاكين كان دكان العم محمد خير لتأجير العجلات، ثم تمتلئ كل المنطقة الممتدة حتى حديقة برمبل (الريفيرا) بسوق الحطب والسعف والعناقريب وصناع المراكب الصغيرة، وتقع طاحونة الدقيق والغلال مباشرة بعد مجرى الخور بعد شارع الزلط وتدعى طاحونة اسكندرانى وهو صاحبها.

## سوق السمك في الموردة
وموقع السوق يحدد بأنه خلف مكتبة البُوستة (البريد) الشهيرة آنذاك ليأتي السمك وقتها من المناطق المحيطة بالموردة، ويعد السوق من أشهر أسواق السمك، ليس في أم درمان فحسب، بل يأتي إليه عدد كبير من مختلف أنحاء السودان، إذ أن الموردة اسم ارتبط بالسمك وما ذكرت الموردة إلا وكان لقب (القراقير)، لذا أصبح سوق الموردة يشهد إقبالا من عدد من الزبائن من كافة أنحاء ولاية الخرطوم، ومن مختلف الولايات، وبات محط أنظار السياح الذين يقدمون عليه من أقطار متعدده، وقد أجريت على السوق عدد من التعديلات وتم تحويله إلى مقره الحالي، أدخلت فيه المباني، حيث أصبحت لبعض الصيادين (دكاكين) خاصه بهم، وأدخلت الثلجات، والنظافة، والتأهيل الكامل لإرضاء ذوق المواطنين (الزبائن).
السوق كان يضم عددا قليلا من الصيادين من أبناء الموردة، وأنهم كانوا يحملون السمك من النيل إلى السوق مباشرة، نسبة لصغر حجم السوق، وعدد السكان، والشيء الذي جعل سوق الموردة يذدهر ويصبح له شأن هو سوق (العياشين) حيث كانت الشوايات مخازن للعيش وكانوا في عهد الرئيس عبود يصدرون (الفسيخ) إلى مصر، تعد أدوات الصيد من الأشياء التقليدية وصناعة المراكب كانت تصنع من الخشب، في منطقة أب روف بأم درمان. الشتاء هو أكثر الفصول الأكثر التي تشهد إقبالا على السوق لأن السمك يكون قليلا حيث ينزل إلى قاع البحر.
وللسمك أنواع كثيرة منها (العجل، البلطي، كبروس قرموط، الكندن، الدني، والدبس، القرقور، القوارة، خشم بنات، الساوية، ولقوا، قلباي، البدكوية، الوير، البرد، الصروط،)، ومنها أنواع منقرضة، وأكثر الأيام إقبالا على السوق هما يوما الخميس، والجمعة وظل سوق الموردة محافظا على تاريخه، وإرثه التليد، متماشيا مع التطورات، حتى أصبحت له حكايات تروى على مدار الزمن.
هكذا كان سوق الموردة حتى السبعينات من القرن العشرين، والغالبية العظمى من تلك الأمآكن والدكاكين قد اختفت وحل مكانها محلآت أخرى، وانتقل اصحابها إلى الدآر الآخرة وورثها ابنآؤهم واحفادهم، وان ظل أقل القليل منها قآئما" وصامدا" وشاهدا" على ذلك الزمن الذي ولى وما فيه من رخاء وسماحة

## معرض صور السوق

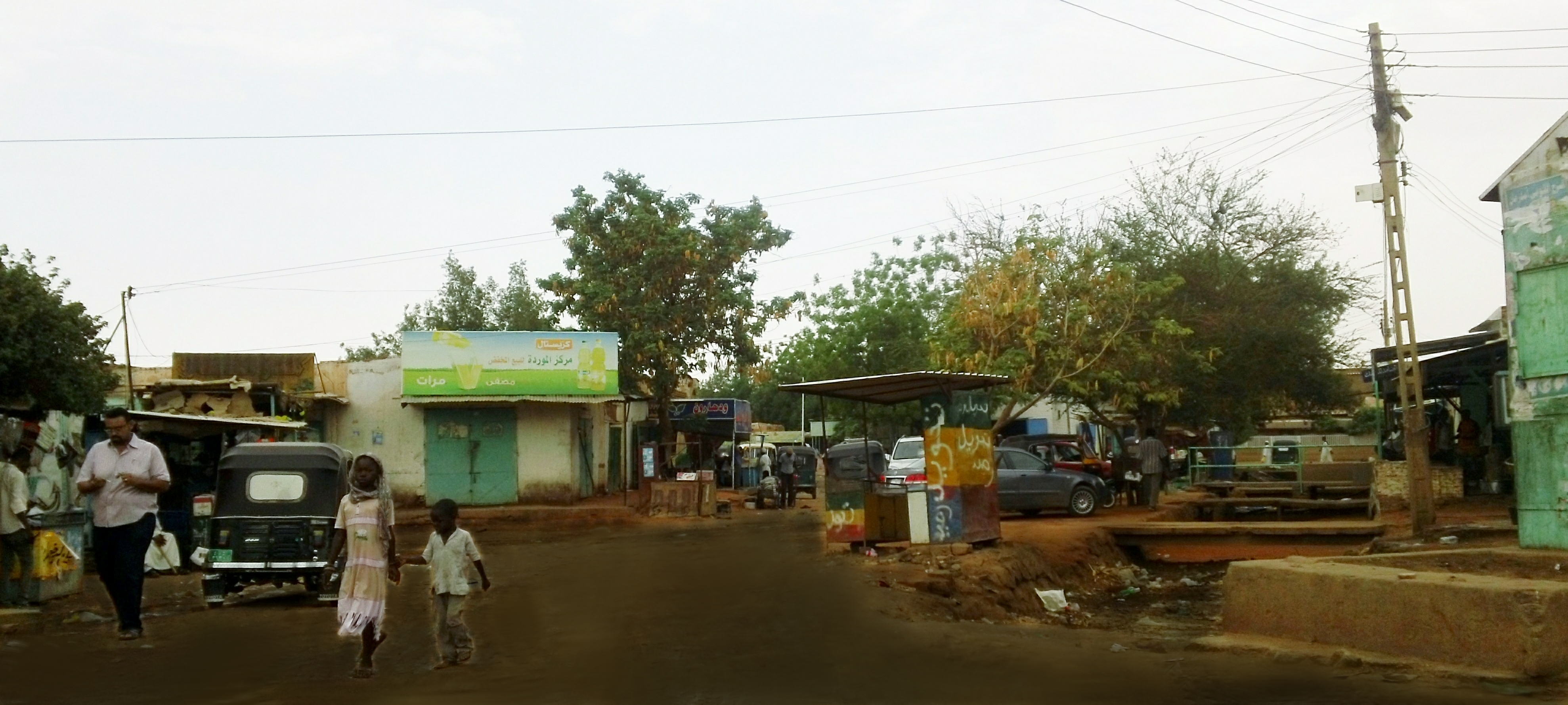
سوق الموردة
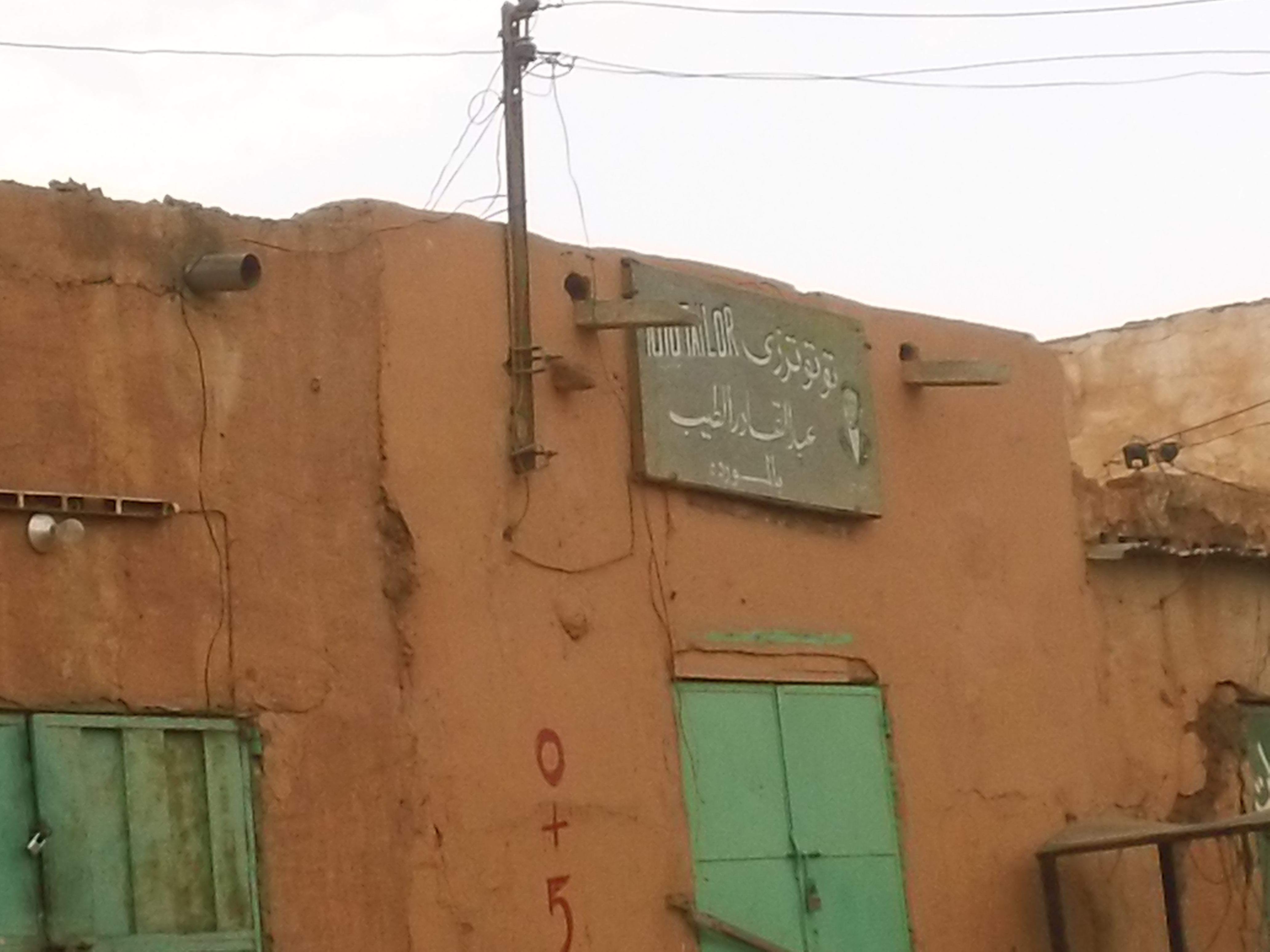
بعض المحلات القديمة بسوق الموردة

## وصلات خارجية
- موقع محلية أم درمان نسخة محفوظة 1 أبريل 2016 على موقع واي باك مشين.